# عفل
عفل، یک ناهنجاری (وجود زائده گوشتی درون مهبل زن) در زنان است که طبق قوانین فقه و قانون مدنی ایران باعث فسخ نکاح می‌شود.

## تعریف درلغت نامه دهخدا
عفل . [ ع َ ف َ / ع َ ] (ع اِ) فنج ماده، و آن چیزی است که از شرم زن و شترماده برآید مانند ادره و فتق که درخایهٔ مردان باشد. (از منتهی الارب). در اصطلاح فقها، چیزی است شبیه به گوشت که در عضو تناسلی زن پیدا می‌شود و مانع جماع می‌گردد؛ و گاهی هم استخوانی در آن محل مانع جماع می‌شود که این را اصطلاحاً قَرَن نامند. (فرهنگ حقوقی). عَفَله؛ و رجوع به عفلة شود. || بسیاری پیه در مابین پای تکه و گاو نر، و اکثر استعمال او در خصی می‌کنند. (منتهی الارب) (از اقرب الموارد). || خط میان دبر و شرم مرد. (از منتهی الارب). || پیه هر دو خایهٔ قچقار و گرداگرد آن. (منتهی الارب) (از اقرب الموارد). || جای دست زدن در قچقار و گوسپند جهت دانستن فربهی وگرانی و سبکی وی. (منتهی الارب) (از اقرب الموارد).

## مجوز فسخ نکاح
عفَل از عیوب مجوزّ فسخ عقد نکاح شمرده شده است. در صورت مانع شدن آن از آمیزش، شکی در ثبوت حق فسخ برای مرد نیست؛ لیکن در صورت مانع نبودن و امکان آمیزش، هرچند با دشواری، در اینکه موجب ثبوت حق فسخ است یا نه، اختلاف می‌باشد. مشهور، قائل به قول دوم اند.